# Лёк-Везъю
Лёк-Везъю — река в России, протекает по Республике Коми. Устье реки находится в 102 км по левому берегу реки Вишера. Длина реки составляет 21 км. Река протекает через посёлок Переломный.

## Данные водного реестра
По данным государственного водного реестра России относится к Двинско-Печорскому бассейновому округу, водохозяйственный участок реки — Вычегда от истока до города Сыктывкар, речной подбассейн реки — Вычегда. Речной бассейн реки — Северная Двина.
Код объекта в государственном водном реестре — 03020200112103000016675.